# Loxops
Loxops är ett fågelsläkte i familjen finkar inom ordningen tättingar: Släktet omfattar fem arter som förekommer i Hawaiiöarna, varav tre är utrotningshotade och två utdöda:
- Hawaiiklätterfink (L. mana)
- Akekee (L. caeruleirostris)
- Hawaii-akepa (L. coccineus)
- Oahu-akepa (L. wolstenholmei) – utdöd
- Maui-akepa (L. ochraceus) – utdöd